# Hultsjö distrikt
Hultsjö distrikt är ett distrikt i Sävsjö kommun och Jönköpings län. 
Distriktet ligger i sydöstra delen av kommunen.

## Tidigare administrativ tillhörighet
Distriktet inrättades 2016 och utgörs av socknen Hultsjö i Sävsjö kommun.
Området motsvarar den omfattning Hultsjö församling hade vid årsskiftet 1999/2000.